# Полянский сельсовет (Амурская область)
Поля́нский сельсове́т — сельское поселение в Серышевском районе Амурской области.
Административный центр — село Поляна.

## История
24 января 2005 года в соответствии с Законом Амурской области № 425-ОЗ муниципальное образование наделено статусом сельского поселения.
Законом Амурской области от 24.12.2020 № 667-ОЗ в Полянский сельсовет в 2021 году переданы населённые пункты упразднённого Фроловского сельсовета.

## Население
| 2002  | 2010  | 2011  | 2012  | 2013  | 2014  | 2015  |
| ----- | ----- | ----- | ----- | ----- | ----- | ----- |
| 1331  | ↘1244 | ↘1243 | ↘1237 | ↘1207 | ↗1220 | ↗1226 |
| 2016  | 2017  | 2018  | 2021  |       |       |       |
| ↘1215 | ↗1216 | ↘1206 | ↗1363 |       |       |       |

## Состав сельского поселения
| № | Населённый пункт | Тип населённого пункта       | Население |
| - | ---------------- | ---------------------------- | --------- |
| 1 | Борисполь        | село                         | ↗210      |
| 2 | Поляна           | село, административный центр | ↘836      |
| 3 | Ударное          | село                         | ↗370      |
| 4 | Фроловка         | село                         | ↗151      |